# Kétfordulós szavazás
A kétfordulós szavazás egy olyan egygyőzteses választási rendszer, amelyben a választók egy szavazatot adnak le, majd ha egyik jelölt se szerezte meg a szavazatok abszolút többségét (több, mint 50%-ot), egy második forduló kerül megrendezésre, amelyben általában már csak a két legtöbb szavazatot szerző jelölt jut tovább.
A kétfordulós rendszert széles körben alkalmazzák törvényhozó testületek és közvetlenül választott elnökök megválasztásakor, valamint egyéb helyzetekben, például politikai pártok vezetőinek megválasztásakor vagy vállalatokon belül.
Magyarországon a 2010-es választásig az országgyűlési választásokon az egyéni választókerületekben kétfordulós rendszerrel választották a képviselőket, a 2014-es választás óta alapesetben már csak egyfordulós a szavazás. 2021-ben az ellenzéki előválasztáson kétfordulós szavazással választották az előválasztók közös miniszterelnök-jelöltet (az egyéni választókerületi jelölteket azonban egyfordulós relatív többségi rendszerben).

## Terminológia
A kétfordulós rendszert angolul two-round systemnek (TRS), illetve az Egyesült Államokban runoff voting néven is ismert, amelyben a runoff kifejezés magát a második fordulót jelenti.
A kétfordulós szavazásból a "forduló" szó néha általános kifejezésként is használható bármely olyan szavazási módszer nevében, amely több szavazási kört foglal magában, minden fordulóban egy vagy több jelölt kiesésével. E tágabb definíció szerint a kétfordulós szavazás nem az egyetlen formája a többfordulós szavazásnak (angolul a runoff voting tágabb értelemben használható a többfordulós rendszerekre is), például ilyen az egyenkénti kieséses szavazás és az azonnali többfordulós szavazás. Ennek a cikknek a témája azonban a kétfordulós rendszer.

## Szavazás és számolás

Példa a kétfordulós szavazásra. Csak két jelölt jut tovább a második fordulóba

A kétfordulós választás mindkét fordulójában a választó egyszerűen megjelöli az általa preferált jelöltet. Ha az első fordulóban egyik jelölt sem rendelkezik a szavazatok abszolút többségével (azaz több mint felével), akkor a két legtöbb szavazatot kapott jelölt egy második fordulóban mérkőzik meg egymással, ebbe már a többi jelölt nem jut tovább. A második fordulóban, mivel csak két jelölt van (a szavazategyenlőség lehetőségét leszámítva) az egyik jelölt mindenképp abszolút többséget szerez. A második fordulóban a választó nemcsak akkor szavazhat más jelöltre, ha preferált jelöltje nem jutott tovább, hanem akkor is, az, akire az első fordulóban szavazott is továbbjutott, viszont a választó a két forduló között meggondolta magát.
A kétfordulós rendszer egyes változatai eltérő szabályokat alkalmaznak a második forduló jelöltjeinek kiválasztásakor, és lehetővé teszik, hogy kettőnél több jelölt kerüljön a második fordulóba. Ilyen módszerek szerint elegendő, ha egy jelölt relatív többséget szerez (több szavazatot kap, mint bárki más) ahhoz, hogy a második fordulóban megválasszák. A második szavazás egyes változatai szerint nincs formális szabály a jelöltek kizárására, de az első fordulóban kevesebb szavazatot kapott jelöltek várhatóan önként lépnek vissza.

## Előnyei és hátrányai

### Előnyei
- a győztest (a szavazás utolsó fordulója) szerint a választók legalább fele támogatja (relatív többségi rendszer alatt 50% alatt eredménnyel is lehet nyerni)

- a második fordulóban, ha csak 2 jelölt jut tovább, nincs szükség taktikai szavazásra

### Hátrányai
- két külön szavazást le kell bonyolítani tartani, ami költségesebbé teszi a választást
- az első fordulóban a taktikai szavazás jelentős szerepet játszhat

## Használata

### Magyarországon

#### Előválasztásokon 2010 után
A 2021-es magyarországi ellenzéki előválasztáson az első fordulóban a 3 legtöbb szavazatot szerző jelölt juthatott tovább a második fordulóba. A két forduló között azonban az első fordulóban második helyezett jelölt Karácsony Gergely visszalépett a harmadik helyezett Márki-Zay Péter javára, így végül a második fordulóban csak két jelöltre lehetett szavazni.

### Nemzetközileg, államfők választására
A kétfordulós szavazás a leggyakoribb módja az államfők (általában: köztársasági elnökök) közvetlen választására.
| Európa                      | Afrika                             | Amerika               | Ázsia és Óceánia |
| --------------------------- | ---------------------------------- | --------------------- | ---------------- |
| Ausztria                    | Algéria                            | Argentína             | Azerbajdzsán     |
| Belarusz (Fehéroroszország) | Benin                              | Bolívia               | Bhután           |
| Ciprus                      | Botswana                           | Brazília              | Indonézia        |
| Észak-Ciprus                | Burkina Faso                       | Chile                 | Irán             |
| Csehország                  | Burundi                            | Costa Rica            | Jemen            |
| Finnország                  | Cabo Verde (Zöld-foki Köztársaság) | Dominikai Köztársaság | Kazahsztán       |
| Franciaország               | Comore-szigetek                    | Ecuador               | Kirgizisztán     |
| Lengyelország               | Csád                               | El Salvador           | Maldív-szigetek  |
| Litvánia                    | Dzsibuti                           | Guatemala             | Mongólia         |
| Moldova                     | Egyiptom                           | Haiti                 | Oroszország      |
| Montenegró                  | Gabon                              | Kolumbia              | Palau            |
| Portugália                  | Ghána                              | Saint Lucia           | Szíria           |
| Románia                     | Guinea                             | Uruguay               | Tádzsikisztán    |
| Szerbia                     | Bissau-Guinea                      |                       | Kelet-Timor      |
| Szlovákia                   | Kenya                              |                       | Törökország      |
| Szlovénia                   | Kongói Köztársaság                 |                       | Türkmenisztán    |
| Ukrajna                     | Közép-afrikai Köztársaság          |                       | Üzbegisztán      |
|                             | Libéria                            |                       |                  |
|                             | Madagaszkár                        |                       |                  |
|                             | Mali                               |                       |                  |
|                             | Mauritánia                         |                       |                  |
|                             | Mozambik                           |                       |                  |
|                             | Namíbia                            |                       |                  |
|                             | Niger                              |                       |                  |
|                             | Nigéria                            |                       |                  |
|                             | São Tomé és Príncipe               |                       |                  |
|                             | Seychelle-szigetek                 |                       |                  |
|                             | Sierra Leone                       |                       |                  |
|                             | Szenegál                           |                       |                  |
|                             | Szudán                             |                       |                  |
|                             | Togo                               |                       |                  |
|                             | Tunézia                            |                       |                  |
|                             | Uganda                             |                       |                  |
|                             | Zambia                             |                       |                  |
|                             | Zimbabwe                           |                       |                  |

### Egyéb választások
A kétfordulós szavazást alkalmazzák vagy alkalmazzák a francia megyei választásokon is. Olaszországban ezt használják a polgármesterek megválasztására, de annak eldöntésére is, hogy melyik párt vagy koalíció kap többségi bónuszt a városi tanácsokban. Az Egyesült Államokban Georgia és Louisiana a kétfordulós rendszert használja az állami és szövetségi tisztviselők többségének megválasztására, míg Kaliforniában és Washingtonban a párton kívüli általános előválasztási változatot használják minden választáson (lásd alább).
Történelmileg a Német Birodalomban 1871 és 1918 között a Reichstag, 1905 és 1919 között a norvég Storting, Új-Zélandon az 1908-as és 1911-es választásokon, Izraelben pedig a miniszterelnök megválasztására használták. az 1996-os, 1999-es és 2001-es választásokon.

## Hasonló módszerek

### Egyenkénti kieséses szavazás (kettőnél több fordulós szavazás)
Az egyenkénti kieséses szavazás (angolul: exhaustive ballot, azaz kimerítő szavazás, rövidítve: EB) hasonló a kétfordulós rendszerhez, de kettő helyett több szavazási fordulót foglal magában. Ha az első fordulóban egyik jelölt sem kapja meg az abszolút többséget, akkor a legkevesebb szavazatot kapott jelölt(ek) kiesnek, azaz kizárják a további fordulókból. A kizárás és az újraszavazás folyamata addig tart, amíg egy jelölt meg nem szerzi az abszolút többséget. Mivel előfordulhat, hogy a választóknak két fordulónál többször is szavazniuk kellene, az EB-t nem használják nagyszabású nyilvános választásokon. Ehelyett kisebb versenyeken használják, mint például egy testület elnökének megválasztása; használatának egyik régóta fennálló példája az Egyesült Királyság, ahol a Konzervatív Párt helyi szövetségei (LCA) az EB-t használják leendő parlamenti jelöltjeik (PPC) megválasztására. A FIFA és a Nemzetközi Olimpiai Bizottság is az egyenkénti kieséses szavazást használja a házigazdák kiválasztására. Az EB gyakran a kétfordulós szavazástól eltérő győztest választ. Mivel a kétfordulós rendszer egynél több jelöltet kizár az első forduló után, előfordulhat, hogy olyan jelölt kerül ki, aki az EB alapján továbbjutott volna a választáson.

### Azonnali többfordulós szavazás
Az azonnali többfordulós szavazás (angolul: instant-runoff voting, rövidítve: IRV) (más néven preferenciális szavazás vagy rangsorolt szavazás) olyan, mint az egyenkénti kieséses szavazás, mivel minden forduló után a legkevesebb szavazatot kapott jelölt esik ki. A különbség az, hogy az azonnali többfordulós szavazásban a választók csak egyszer szavaznak. Ez úgy lehetséges, hogy a választó nem csak egyetlen jelöltre szavazhat, hanem az összes jelöltet preferencia szerinti sorrendbe állíthatja. Ha egy jelölt kiesik, a rá leadott szavazatokat a választói preferenciái szerint átadják a többi jelöltnek. Mivel a kétfordulós rendszer és az egyenkénti kieséses szavazás külön szavazásokat foglal magában, a választók az egyik forduló eredményei alapján dönthetik el, hogyan szavaznak a következőben, míg az IRV alatt ez nem lehetséges. Mivel csak egy fordulót kell rendezni, az IRV-t a kétfordulós rendszerhez hasonlóan sok helyen alkalmazzák nagyszabású választásokra. Például Ausztráliában az IRV-t preferenciális szavazás néven ismerik, és többek között a képviselőház és a szenátus tagjainak megválasztására is használják. Írországban az egyetlen átruházható szavazat egygyőzteses verziójaként ismerik, és az elnökválasztásokon használják (míg a többgyőzteses verzióját parlamenti választásokon).
Az IRV gyakran más győztest hoz ki, mint a kétfordulós rendszer és általában ugyanazokat az eredményeket produkálja, mint az egyenkénti kieséses szavazás.
Az azonnali második szavazás változatai úgy is kialakíthatók, hogy ugyanazokat a szabályokat tükrözzék, mint a kétfordulós szavazás. Ilyen változat alatt ha egyetlen jelölt sem rendelkezik a szavazatok abszolút többségével, akkor csak a két legmagasabb eredményt elérő jelölt jut a második szavazatszámlálási körbe, míg az összes többi jelölt egyszerre kiesik, és szavazataikat a preferenciáknak megfelelően újraosztják.

### Feltételes szavazat
A feltételes szavazat (vagy azonnali kétfordulós szavazás) az azonnali többfordulós szavazás egyik változata, amelyet korábban Queenslandben, Ausztráliában alkalmaztak. A feltételes szavazás során a választók csak egy szavazatot adtak le, az összes jelöltet preferencia-sorrendbe állítva. Ezt azonban csak kétfordulós számlálásra használják, azaz ugyanazt a szabályt alkalmazza a jelöltek kizárására, mint a kétfordulós rendszer (nem úgy mint az IRV). Az első forduló után a két legtöbb szavazatot kapott jelölt kivételével mindegyik kiesik. A második fordulóban mindig lesz egy jelölt, amely abszolút többséget szerez. E hasonlóságok miatt a feltételes szavazás általában ugyanazt a győztest választja, mint a kétfordulós rendszer, és eltérő eredményeket hozhat az azonnali többfordulós szavazástól. A szokásos kétfordulós rendszerrel ellentétben a feltételes szavazathoz nem kell két fordulót lebonyolítani, ezt helyettesíti a preferenciális szavazólap.
A feltételes szavazás egy változatát, az úgynevezett kiegészítő szavazati rendszert használják egyes polgármesterek megválasztására az Egyesült Királyságban. Ebben a rendszerben a szavazó nem állíthat teljes preferenciasorrendet, csak egy másik jelöltet nevezhet meg. Ezt a rendszert javasolta Mérő László egyetemi tanár a 2021-es magyarországi ellenzéki előválasztás alkalmára.

## Fordítás
Ez a szócikk részben vagy egészben  a   Two-round system című angol Wikipédia-szócikk ezen változatának fordításán alapul.  Az eredeti cikk szerkesztőit annak laptörténete sorolja fel. Ez a jelzés csupán a megfogalmazás eredetét és a szerzői jogokat jelzi, nem szolgál a cikkben szereplő információk forrásmegjelöléseként.

## Kapcsolódó szócikk
- Preferenciális szavazás